# Laternsertal
Das Laternsertal ist ein östliches Seitental des Rheintals im österreichischen Bundesland Vorarlberg. Es wird vom Fluss Frutz, in westliche Richtung zum Rhein hin fließend, durchflossen und ist ein klassisches alpines Kerbtal. Bei Rankweil mündet das Tal mit einer Länge von etwa 10 Kilometern in das Vorarlberger Rheintal ein. Im Norden liegt die Freschengruppe (Hoher Freschen, 2004 m, die Matona, 1997 m Gerenfalben, 1938 m) des Bregenzerwaldgebirges, im Süden der Walserkamm (Löffelspitze, 1962 m).

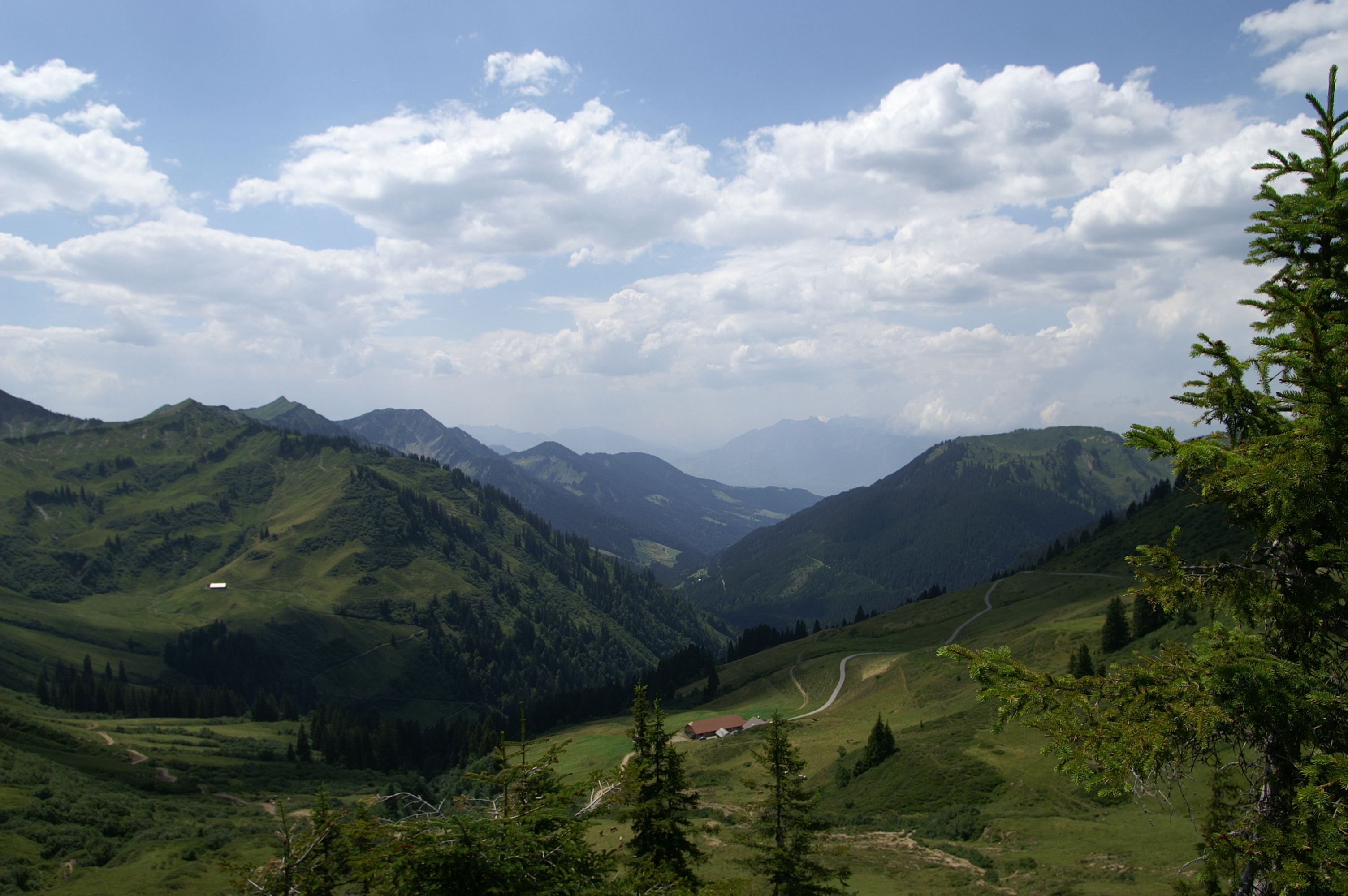
Blick vom Furkajoch ins Laternsertal

Besiedelt wurde das Laternsertal im Mittelalter durch zugewanderte Walser, die sich – mit weitgehenden Selbstverwaltungsrechten ausgestattet – im Tal der Frutz niederließen. Noch heute ist die einzige im Laternsertal liegende Gemeinde, Laterns, von Nachkommen dieser Walser bevölkert. Laterns selbst gliedert sich in die Ortsteile Innerlaterns, Bonacker und Thal.
Die durch das Laternsertal führende Laternserstraße (L 51) verbindet über das Furkajoch das Tal der Frutz mit dem Tal des Argenbachs bei Damüls und damit mit dem Bregenzerwald. Verkehrstechnisch besteht damit über das Laternsertal eine direkte Verbindung vom Rheintal aus in den hinteren Bregenzerwald.